# 쉬안치
쉬안치(중국어 간체자: 许安琪, 정체자: 許安琪, 병음: Xǔ Ānqí, 한자음: 허안기, 1992년 1월 23일~)는 중화인민공화국의 펜싱 선수로 주 종목은 에페이다. 2012년 하계 올림픽의 여자 에페 단체전에서 교체 요원으로 출전하여 리나, 뤄샤오쥐안, 쑨위제와 함께 우승을 거두었다.